# (6485) Wendeesther
(6485) Wendeesther es un asteroide perteneciente al grupo de los asteroides que cruzan la órbita de Marte, descubierto el 25 de octubre de 1990 por Carolyn Shoemaker, Eugene Shoemaker y el también astrónomo David Levy desde el Observatorio del Monte Palomar, Estados Unidos.

## Designación y nombre
Designado provisionalmente como 1990 UR1. Fue nombrado en honor a Wendee Esther Wallach con motivo de su compromiso con David Levy. Durante 26 años, a partir de septiembre de 1970, Wendee enseñó educación física en tres escuelas públicas de Las Cruces, Nuevo México. Como instructora-entrenadora de natación con la Cruz Roja Americana durante casi tres décadas, Wendee ha enseñado seguridad en el agua a estudiantes e instructores de natación. A través de su enseñanza inspirada, liderazgo y ejemplo, ha tocado las vidas de miles de jóvenes.

## Características orbitales
Wendeesther está situado a una distancia media del Sol de 1,910 ua, pudiendo alejarse hasta 2,191 ua y acercarse hasta 1,629 ua. Su excentricidad es 0,147 y la inclinación orbital 20,466 grados. Emplea 964,33 días en completar una órbita alrededor del Sol.

## Características físicas
La magnitud absoluta de Wendeesther es 14,11.